# Éliane de Meuse
Éliane Georgette Diane de Meuse (9. srpna 1899 – 3. února 1993) byla belgická malířka. Jejím manželem byl Max Van Dycka. Setkali se na Královské akademii výtvarných umění v Bruselu, kde navštěvovali kurzy stejných profesorů.

## Životopis
Eliane de Meuse absolvovala první hodiny kresby ve čtrnácti letech u Ketty Hoppe, manželky belgického malíře Victora Gilsoula. Studovala také v ateliéru malíře Guillauma Van Strydoncka, člena Les XX a přítele Jamese Ensora. Zároveň jí také pomáhal s tvorbou sochař Marcel Rau.
V roce 1916 se Eliane de Meuse rozhodla stát se malířkou, a proto zahájila studium na Královské akademii výtvarných umění v Bruselu. Tam se seznámila s mladým malířem Maxem Van Dyckem, který byl v té době známý tím, že vyhrál cenu Prix de Rome v roce 1920, když mu bylo pouhých 17 let, což byla nezvyklá událost široce komentovaná v belgickém tisku. Eliane de Meuse se za něj v roce 1922 provdala.
Na akademii byla žákyní symbolistického malíře Jeana Delvilla a portrétisty Hermana Richira.
Z těchto vlivů se její umělecký styl vyvinul k postimpresionismu, jehož námětem jsou portréty, postavy, mořské krajiny, krajiny a zátiší. Na některých pozdějších malbách de Meuse lze pozorovat na plátně i abstraktnější struktury.
Podle odborníků byla Eliane de Meuse ovlivněna belgickým luminismem, hnutím z počátku 20. století, které kombinovalo aspekty realismu, impresionismu a neoimpresionismu. Svůj název získal podle stylu Emila Clause a několika dalších malířů, seskupených do společenství zvaného Vie et Lumière (Život a světlo).
V roce 1921 vyhrála jako první žena studentskou uměleckou cenu Prix Godecharle vytvořenou v roce 1881.

## Hlavní samostatné výstavy
- Palais des Beaux-arts de Bruxelles – 1936 (Belgie)
- Cercle artistique d'Anvers – 1936 (Belgie)
- Galerie Rencontre – 94 Louise Avenue, Brusel – 1981 (Belgie)
- Kelterhaus-Muffendorf – Bonn (Bad-Godesberg) – 1982 (Německo)
- Rétrospective – organizovaná městem Brusel a Crédit Général, belgickou banka se sídlem v Bruselu – 1991 (Belgie)